# Crisis energética de Texas de 2021
La crisis energética de Texas de 2021 fue una crisis en el estado de Texas en los Estados Unidos con fallas masivas de servicios públicos, como cortes de energía, escasez de agua y alimentos y condiciones climáticas peligrosas. La crisis fue el resultado de dos fuertes tormentas invernales que azotaron Estados Unidos del 10 al 11 de febrero y del 13 al 17 de febrero. Más de 4,5 millones de hogares y negocios en Texas se quedaron sin electricidad, algunos durante varios días. Los funcionarios republicanos del gobierno incluido el gobernador de Texas, Greg Abbott, inicialmente culparon a las turbinas eólicas y los paneles solares congelados por las tormentas como causa de las interrupciones de energía, pero, según varios reportes, las líneas de gas natural congeladas y la falta de tecnología estándar de acondicionamiento para el invierno fueron la causa principal.
Texas también había aislado su red eléctrica de las dos principales redes nacionales en un esfuerzo por evitar la supervisión federal y desregular su sector energético en nombre de empresas privadas, lo que dificultó la importación de electricidad de otros estados. La crisis hizo que muchos expertos cuestionaran la preparación del estado para tal tormenta, especialmente a la luz de su mercado energético desregulado. Los daños causados por los apagones se estiman actualmente en $19 mil millones USD. Según el Consejo de Confiabilidad Eléctrica de Texas (ERCOT), la red eléctrica de Texas estaba a solo "segundos o minutos" de una falla catastrófica y completa, requiriendo cortes parciales de la misma.

## Causas
La tormenta invernal provocó una temperatura mínima récord de -19 °C en el Aeropuerto Internacional de Dallas-Fort Worth el 16 de febrero, el día más frío en el norte de Texas desde 1942. Los equipos eléctricos en Texas no se acondicionaron para el invierno, lo que los dejó vulnerables a períodos prolongados de clima frío. El gobernador de Texas, Greg Abbott, y algunos otros políticos inicialmente culparon a las fuentes de energía renovable por los cortes de energía, señalando a las turbinas eólicas congeladas como un ejemplo de su falta de confiabilidad. Sin embargo, la energía renovable representa solo el 23% de la producción de energía de Texas; además, los equipos para otras fuentes de energía, como las instalaciones de generación de energía de gas natural, ya sea que se congelen o tengan fallas mecánicas, fueron más responsables. Las imágenes virales de un helicóptero descongelando una turbina eólica en Texas eran en realidad una imagen de Suecia tomada en 2015. El gobernador Abbott luego reconoció que todas las fuentes de energía, no solo las renovables, habían fallado. Se había perdido cinco veces más gas natural que energía eólica. Cuando se cortó la energía, se desactivaron algunos compresores que empujan el gas a través de las tuberías, destruyendo más plantas de gas por falta de suministro.
Durante la tormenta de nieve del Día de la Marmota de 2011, Texas había sufrido cortes de energía similares debido a equipos de energía congelados, tras lo cual la Comisión Reguladora de Energía Federal informó que era necesaria una mayor preparación de la infraestructura eléctrica para enfrentar el invierno. ERCOT dijo que desde entonces algunos generadores implementaron nuevas "mejores prácticas" invernales, pero que eran voluntarias y no se habían establecido regulaciones obligatorias.
Los funcionarios designados por el gobernador Abbott para integrar la Comisión de Servicios Públicos de Texas terminaron un contrato con la Entidad de Confiabilidad de Texas en noviembre de 2020, lo cual redujo la supervisión de la red eléctrica. En julio, los comisionados de Abbott disolvieron su División de Supervisión y Cumplimiento, abandonando los casos pendientes destinados a garantizar la confiabilidad de la red. Si bien no es una causa directa, la poca supervisión de la Comisión a las empresas de servicios públicos, el presupuesto limitado y hacer voluntario el cumplimiento de estándares restringieron su capacidad para asegurar un desempeño constante.

## Impacto
Para el 17 de febrero, al menos 21 personas murieron por causas relacionadas con la tormenta invernal. El 19 de febrero, el número de muertos se actualizó a al menos 32 personas, incluyendo muertes relacionadas con intoxicación por monóxido de carbono, accidentes automovilísticos, ahogamientos, incendios domésticos e hipotermia. El 21 de febrero, el número de muertos había aumentado a 70.

### Cortes de energía
Además de los problemas con los equipos, la demanda de electricidad en Texas alcanzó un récord de 69.150 megavatios (MW) el 14 de febrero, 3.200 MW más que el récord anterior establecido en enero de 2018. El Consejo de Confiabilidad Eléctrica de Texas (ERCOT) inició rotaciones de apagones a la 1:25 a. m. del 15 de febrero. Los cortes rotativos evitaron que la demanda de electricidad abrumara la red, un escenario que podría haber provocado que los equipos se incendiaran y las líneas eléctricas cayeran, lo que podría resultar en un apagón mucho más severo.
Durante el pico del evento, más de 5 millones de personas en Texas se quedaron sin electricidad, algunas durante más de 3 días. Estas interrupciones se han sentido de manera desproporcionada en los zonas de bajos ingresos y minorías étnicas.
Durante el período de interrupciones, los precios de la electricidad al por mayor subieron hasta $9.000/megavatio-hora, en comparación con el precio típico de $50/MWh.

### Escasez de agua y alimentos
El servicio de agua se interrumpió para más de 12 millones de personas debido a que las tuberías se congelaron y estallaron. Más de 200.000 personas en Texas viven en áreas donde los sistemas de agua estaban completamente fuera de funcionamiento. El 17 de febrero se pidió a los residentes de Austin que no dejaran goteando sus grifos a pesar del riesgo de congelación de las tuberías, ya que la demanda de agua en la ciudad era más de 2,5 veces la cantidad suministrada el día anterior. La ciudad había perdido más de 1.230 millones de litros de agua debido a la rotura de tuberías el 18 de febrero. A casi 12 millones de personas se les recomendó hervir el agua del grifo antes de consumirla debido a la baja presión del agua en toda la red de tuberías.
Se vio a personas recogiendo agua del río San Antonio con botes de basura.
Debido a las inclemencias del tiempo y los cortes de energía, la mayoría de las tiendas en todo el estado no pudieron satisfacer la creciente demanda de alimentos. Muchas tiendas de comestibles se vieron obligadas a cerrar debido a la falta de energía y, de las que permanecieron abiertas, se agotaron por completo muchos artículos básicos como pan, leche y huevos. Los funcionarios también advirtieron que la escasez podría ser a largo plazo, anunciando que el 60% de la cosecha de pomelo de la región y el 100% de la cosecha de naranja se perdieron debido al clima.

### Infraestructura

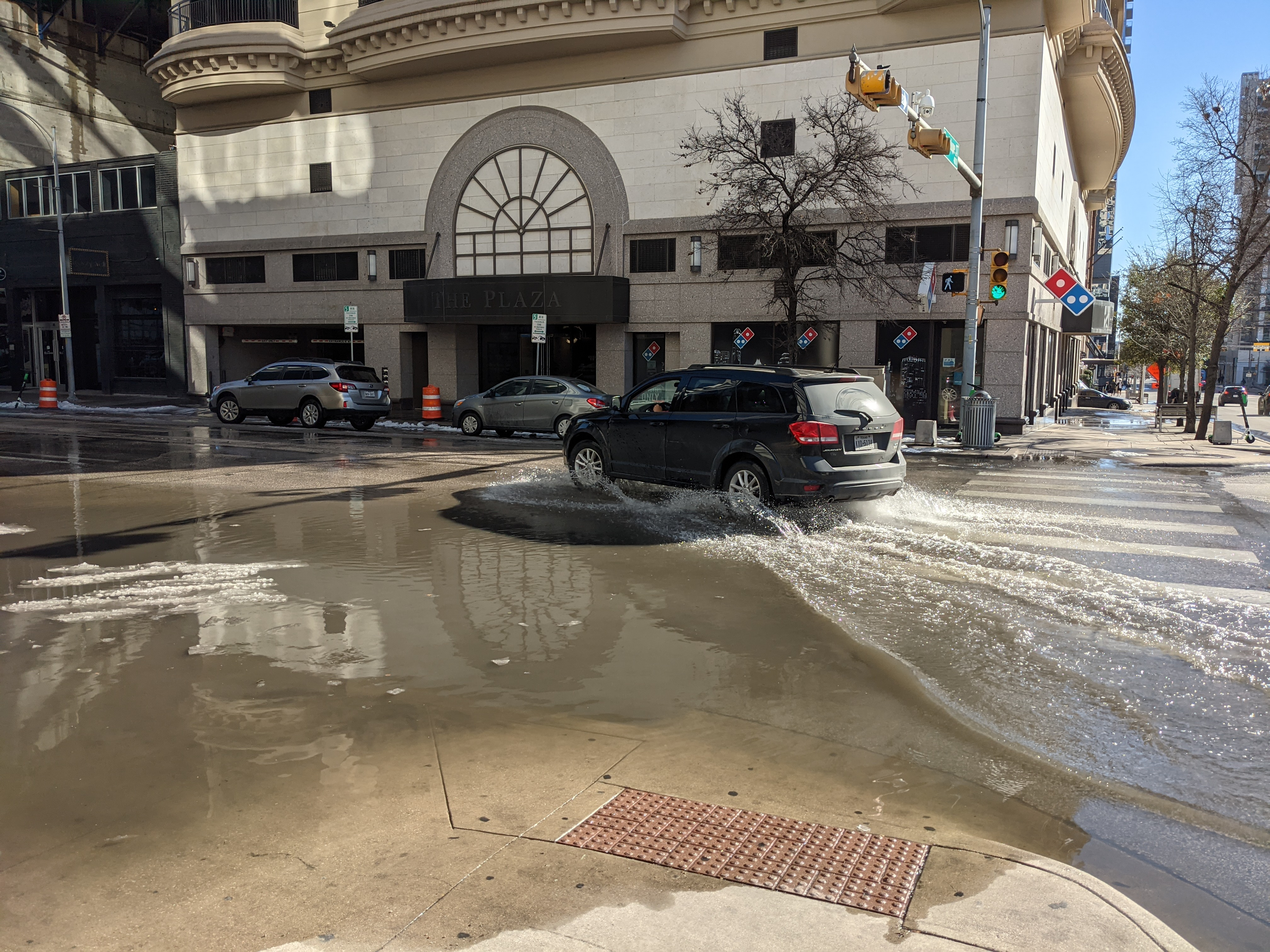
Una intersección en Austin se inundó debido a una tubería rota.

Las inclemencias del tiempo hicieron que muchas bocas de incendio quedaran inutilizables en situaciones de emergencia. En un caso, los bomberos cerca del área de San Antonio tuvieron que usar camiones de agua para entregar entre 2.000 y 3.000 galones de agua a la escena de un incendio, ya que la boca de incendio estaba inutilizable.
La plomería en edificios en todo el estado estalló debido al congelamiento. Las estructuras resultaron dañadas por el agua y las calles se inundaron.

### Medioambiente
Se informó de emisiones significativas de contaminantes debido a la parada y puesta en marcha de la infraestructura de combustibles fósiles, como plantas químicas y refinerías de combustibles. Estos incluyeron una tonelada del carcinógeno benceno, dos toneladas de dióxido de azufre, 12 toneladas de gas natural y 34 toneladas de monóxido de carbono.

### Salud

#### Intoxicación por monóxido de carbono
La combinación de temperaturas bajo cero y la falta de energía para calefaccionar llevó hizo que las personas recurrieran a formas peligrosas de calentar sus hogares. Las muertes atribuidas a la tormenta incluyen casos de intoxicación por monóxido de carbono de personas que usaron como calefacción a sus automóviles o generadores en interiores. Se han informado al menos 300 casos de intoxicación por monóxido de carbono.

#### Respuesta al COVID-19

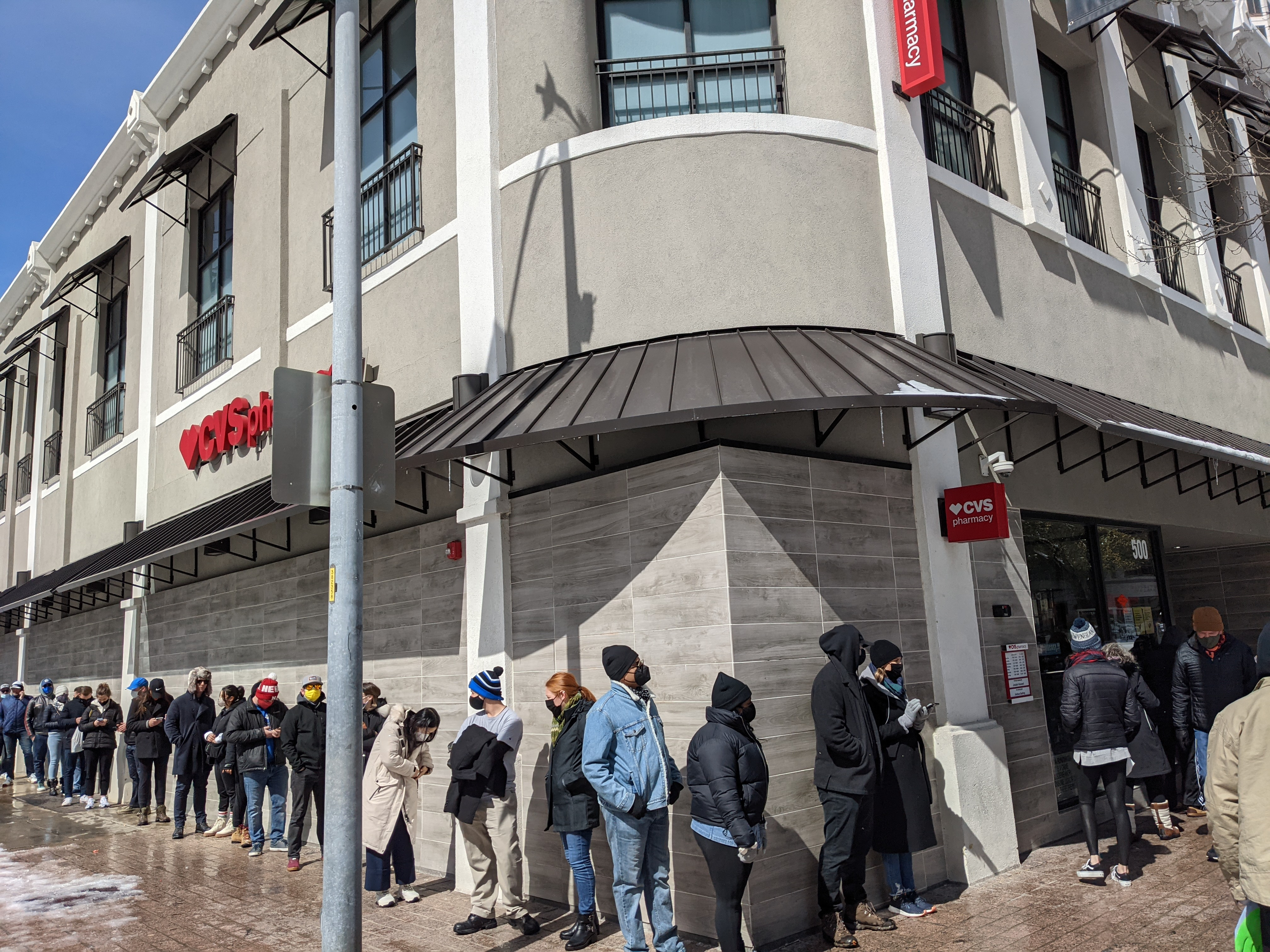
Una cola de espera para entrar a una farmacia de Texas el 16 de febrero.

La respuesta del estado a la pandemia de COVID-19 en Texas se vio obstaculizada por el corte de energía. Se cortó el suministro de agua y la red de los hospitales. Los hospitales aún podían operar con sus propios generadores de energía. Se retrasaron los envíos de vacunas y se pidió a las instalaciones que no podían almacenar las vacunas de forma adecuada que las transfirieran a las que pudieran. En la mayoría de los casos, las vacunas se retrasaron porque era demasiado peligroso para las personas viajar. Aproximadamente 1.000 dosis se perdieron como resultado de problemas.

#### Hipotermia
Debido a los continuos cortes de energía en todo el estado, muchos se vieron obligados a enfrentar temperaturas bajo cero en sus hogares. Las bajas temperaturas habrían provocado la muerte de un niño de once años, y un veterano de setenta y cinco años entre otros. Los animales de zoológico, domesticados y salvajes, también estuvieron en riesgo, con santuarios de animales y clínicas veterinarias registrando un aumento en casos de hipotermia en los animales.

## Respuesta

### Respuesta estatal
El gobernador Abbott emitió una declaración de desastre el 12 de febrero, movilizando a varios departamentos, incluido el Departamento Militar de Texas, para limpiar la nieve y ayudar a los automovilistas varados. A medida que la situación empeoraba, Abbott solicitó una Declaración Federal de Emergencia el 13 de febrero que el presidente Biden aprobó al día siguiente.
En un esfuerzo por aliviar la escasez de energía, Abbott ordenó a los productores de gas natural que no exporten gas fuera del estado y que lo vendan dentro de Texas. Incluso pidió la dimisión de los líderes de ERCOT.
El exalcalde de la ciudad tejana de Colorado, Tim Boyd, criticó a los ciudadanos por no prepararse para la tormenta invernal y afirmó: "los fuertes sobrevivirán y los débiles morirán". Los comentarios causaron polémica y una fuerte reacción que terminó con la renuncia de Boyd.
El senador Ted Cruz enfrentó un fuerte escrutinio debido a su viaje a Cancún, México durante la crisis. Los mensajes de texto de su esposa revelaron que el viaje se había planificado apresuradamente, como un escape de las gélidas condiciones. Recibió la condena de sus aliados y rivales políticos por abandonar el estado durante una crisis y viajar al exterior durante la pandemia de COVID-19. Más tarde ese día, Cruz regresó a Texas admitiendo que las vacaciones fueron un error. El 22 de febrero tuiteó la noticia sobre el alza de las tarifas eléctricas en Texas, diciendo que "los reguladores estatales y locales deben actuar con rapidez para prevenir esta injusticia". Esto fue criticado como hipocresía ya que Cruz había sido un firme defensor de la desregulación de la red eléctrica de Texas, una de las principales razones citadas que habrían llevado al apagón masivo.

### Respuesta federal

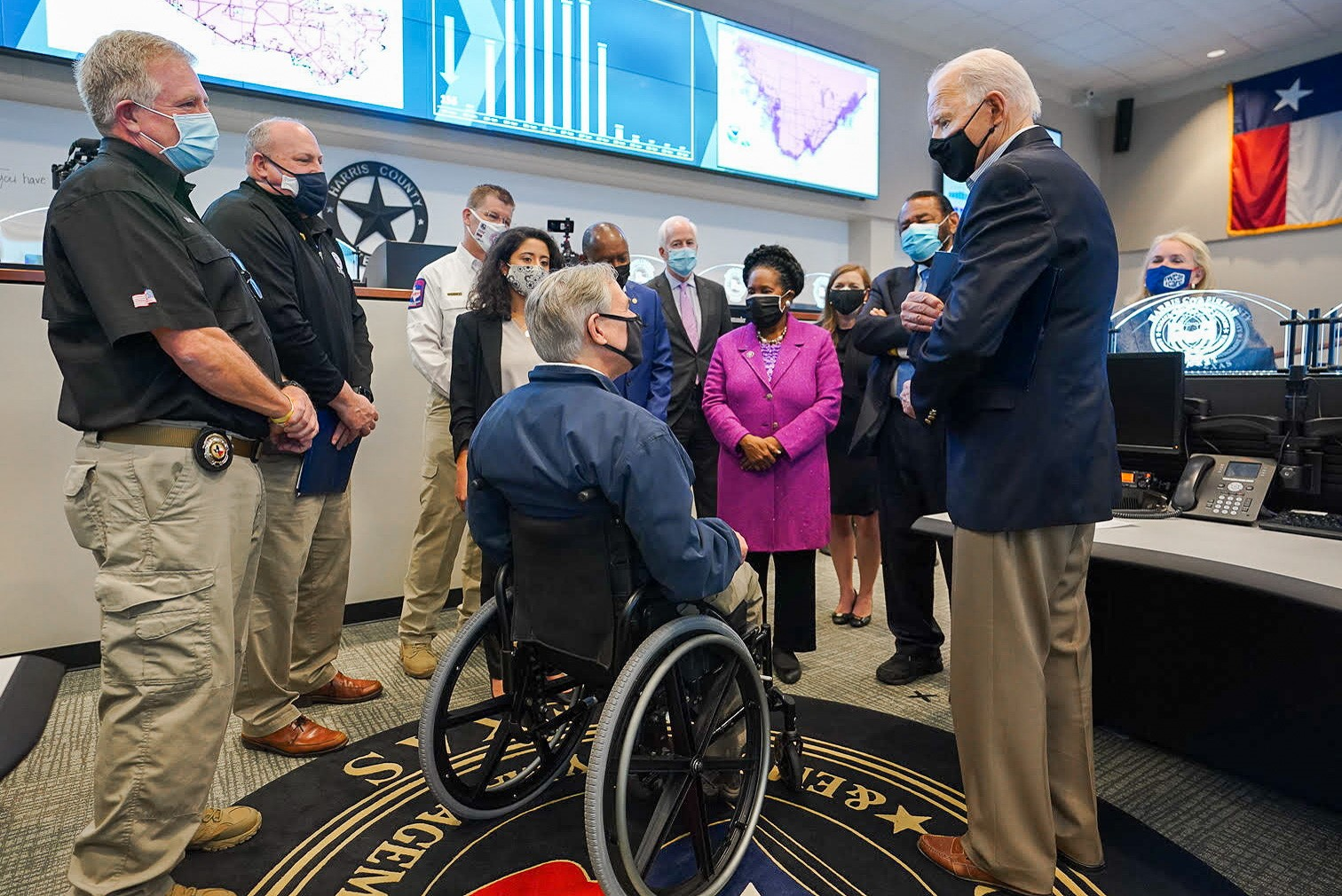
El presidente Joe Biden visita el Centro de Operaciones de Emergencia del Condado de Harris en Houston luego de la crisis, 25 de febrero de 2021.

El 14 de febrero, el presidente Biden declaró el estado de emergencia en Texas, autorizando al Departamento de Seguridad Nacional y la Agencia Federal para el Manejo de Emergencias (FEMA) a brindar asistencia en todo Texas. FEMA envió 60 generadores, agua y mantas al estado.
La congresista Alexandria Ocasio-Cortez organizó una recaudación de fondos para proporcionar comida, agua y refugio a los tejanos afectados, recaudando $2 millones en su primer día. Acto seguido, viajó a Houston para ayudar con la recuperación junto a los voluntarios.

### Respuesta de la comunidad
Las iglesias locales, los centros comunitarios y otros lugares abrieron estaciones de calentamiento para las personas afectadas y también solicitaron donaciones físicas y monetarias. Celebridades como Beyoncé, Reese Witherspoon y Pierre Desir se asociaron con empresas para brindar alivio monetario, donaron personalmente y proporcionaron enlaces de donación a sus seguidores en las redes sociales.

## Repercusiones
Cinco miembros no afiliados de ERCOT dimitieron debido a los cortes de energía. Los cinco vivían fuera del estado.